# Lazar Ranđelović
Lazar Ranđelović (serbisch-kyrillisch Лазар Ранђеловић; * 5. August 1997 in Leskovac) ist ein serbischer Fußballspieler auf der Position eines Stürmers.

## Karriere
Im Sommer 2018 wechselte der serbische Flügelspieler vom serbischen Verein FK Radnički Niš zum griechischen Rekordmeister Olympiakos Piräus.
Nach Leihen zurück zum FK Radnički Niš und später zum spanischen Verein CD Leganés, wechselte er im September 2022 nach Russland zu Ural Jekaterinburg.
Im September 2023 wechselte er für 1 Mio. Euro zum russischen Klub Rubin Kasan.

## Erfolge
Olympiakos Piräus
- Griechischer Meister: 2019/20 2020/21
- Griechischer Pokalsieger: 2019/20